# Zatoka Newska
Zatoka Newska (ros. Невская губа, Niewskaja guba), znana również jako Zatoka Kronsztadzka – zatoka Morza Bałtyckiego będąca najdalej wysuniętą na wschód częścią Zatoki Fińskiej. Zatoka zlokalizowana jest pomiędzy rosyjską wyspą Kotlin, a ujściem rzeki Newa w Petersburgu, jej powierzchnia wynosi około 329 km² i jest obecnie oddzielona od reszty morza Petersburskim Kompleksem Zapobiegania Powodziom. Długość zatoki w przyjętych granicach ze wschodu na zachód mierzy około 21 kilometrów, maksymalna szerokość sięga 15 km, natomiast średnia głębokość nie przekracza 3,0 m.